# ستيف برودريك
ستيف برودريك (بالإنجليزية: Steve Broderick)‏ هو مغني أمريكي، ولد في 1981.